# SPD-Küstengang
Die SPD-Küstengang ist ein Zusammenschluss von SPD-Bundestagsabgeordneten aus den fünf Bundesländern mit Zugang zu Nord- bzw. Ostsee (Bremen, Hamburg, Niedersachsen, Mecklenburg-Vorpommern und Schleswig-Holstein).
Mit ihrer Absicht, die Interessen der „maritimen Branche und der angrenzenden Wirtschaftszweige“ dieser Bundesländer im Parlament zu vertreten, unterscheidet sich die Küstengang von gesellschaftspolitischen innerfraktionellen Strömungen, wie Seeheimer Kreis, Netzwerk Berlin und Parlamentarische Linke.

## Vorsitz
Die Küstengang wird vertreten durch einen „Lotsen“ und einen „Festmacher“.
„Lotse“ ist seit 2015 Johann Saathoff, zunächst bis zum Ende der Wahlperiode mit Birgit Malecha-Nissen, seitdem allein. „Lotsin“ war 2014 bis 2015 Sonja Steffen aus Stralsund. Von 2005 bis 2009 fungierte Margrit Wetzel als Lotsin. Vorgänger von Wetzel war Reinhold Robbe, der von 2005 bis 2010 Wehrbeauftragter des Bundestages war. Ab 2009 war der Bremerhavener Abgeordnete Uwe Beckmeyer Lotse.
Als „Festmacherin“ bzw. „Festmacher“ arbeiteten seit 2014 Birgit Malecha-Nissen aus Schleswig-Holstein sowie Johann Saathoff aus Niedersachsen. Deren Vorgängerin war ab 2009 die Abgeordnete Sonja Steffen aus Stralsund. Seit 2017 gibt es mit Uwe Schmidt aus Bremerhaven sowie Mathias Stein und Gabriele Hiller-Ohm, beide aus Schleswig-Holstein, drei Festmacher.

## Pendant im Europäischen Parlament
Im Europäischen Parlament existiert seit 2006 ebenfalls eine „Küstengang“ von SPD-Abgeordneten aus den deutschen Küstenländern, die sich zunächst mit dem „Grünbuch zur europäischen Meerespolitik“ der EU-Kommission beschäftigte. Gründer und erster „Lotse“ war der Abgeordnete Matthias Groote, sein Nachfolger seit 2011 ist der Hamburger Knut Fleckenstein.